# Gorgonidium
Gorgonidium Schott – rodzaj bylin, geofitów, należący do rodziny obrazkowatych, liczący 8 gatunków endemicznych dla Andów, występujących od Peru do północnej Argentyny. Rośliny z tego rodzaju zasiedlają gęste zarośla na skalistych zboczach górskich lub niskie lasy, na wysokości do 3000 m n.p.m. Nazwa naukowa rodzaju pochodzi od mitycznych Gorgon – wężowłosych sióstr z mitologii greckiej – i oznacza "wart Gorgony".

## Morfologia
ŁodygaPodziemna bulwa pędowa.
LiścieLiść pojedynczy wyrasta na zwężającym się ogonku. Blaszka liściowa w zarysie jajowata, parzystopierzasta. Po każdej stronie od 2 do 5 pierzastodzielnych listków, zmniejszających się od nasady do wierzchołka blaszki, w zarysie trójkątnych, eliptycznych do odwrotnie lancetowatych, niekiedy sierpowatych. Nerwacja siatkowata.
KwiatyRoślina jednopienna. Pojedynczy kwiatostan, typu kolbiastego pseudancjum. Pochwa łódkokształtna, sztywna, niekiedy z podłużnymi, żółtymi plamkami, o spiczastym wierzchołku. Kolba krótsza od pochwy. Kwiaty jednopłciowe. Niekiedy między strefą kwiatów żeńskich i męskich występują kwiaty dwupłciowe. Położone w dolnej części kolby kwiaty żeńskie otoczone są czterema, pięcioma prątniczkami, krótszymi od zalążni. Zalążnie kuliste do szeroko jajowatych, cztero- do sześciokomorowe. W każdej komorze znajduje się pojedynczy zalążek, położony wierzchołkowo. Szyjka słupka krótka, prawie niewidoczna lub dłuższa od zalążni, lekko zakrzywiona. Znamię słupka okrągłe do dyskowatego. Kwiaty męskie (4)5-6-pręcikowe, synandryczne. Nitki zrośnięte. Pylniki osadzone, położone blisko wierzchołka, kuliste. Ziarna pyłku eliptyczne do lekko jajowatych.
OwoceDuże, purpurowe do czarnych, kulisto-jajowate jagody. Nasiona jajowate, z szorstką, pomarszczono-brodawkowatą łupiną.

## Systematyka
Pozycja rodzaju według Angiosperm Phylogeny Website (aktualizowany system APG IV z 2016)Należy do plemienia Spathicarpeae, podrodziny Aroideae, rodziny obrazkowatych, rzędu żabieńcowców w kladzie jednoliściennych
Gatunki
- Gorgonidium beckianum Bogner
- Gorgonidium bulbostylum Bogner & E.G.Gonç.
- Gorgonidium cardenasianum (Bogner) E.G.Gonç.
- Gorgonidium intermedium (Bogner) E.G.Gonç.
- Gorgonidium mirabile Schott
- Gorgonidium striatum Hett., Ibisch & E.G.Gonç.
- Gorgonidium vargasii Bogner & Nicolson
- Gorgonidium vermicidum (Speg.) Bogner & Nicolson